# Campeonato Mundial de Meia Maratona de 1993
O 2º Campeonato Mundial de Meia Maratona foi realizado em 3 de outubro de 1993 em Bruxelas, Bélgica. Um total de 254 atletas, 133 homens, 86 mulheres e 35 juniores, de 49 países, participaram.

## Resultados

### Corrida Masculina

#### Individual
| Posição | Competidor           | Nacionalidade | Tempo   |
| ------- | -------------------- | ------------- | ------- |
| 1       | Vincent Rousseau     | BEL           | 1:01:06 |
| 2       | Steve Moneghetti     | AUS           | 1:01:10 |
| 3       | Carl Thackery        | GBR           | 1:00:54 |
| 4       | Lameck Aguta         | KEN           | 1:01:15 |
| 5       | Valdenor dos Santos  | BRA           | 1:01:17 |
| 6       | Antonio Silio        | ARG           | 1:01:35 |
| 7       | John Andrews         | AUS           | 1:01:37 |
| 8       | Adam Motlagale       | RSA           | 1:01:42 |
| 9       | Rainer Wachenbrunner | GER           | 1:02:00 |
| 10      | Jan Ikov             | DEN           | 1:02:02 |
| 11      | Kozu Akutsu          | JPN           | 1:02:07 |
| 12      | Kidane Gebrmichael   | ETH           | 1:02:10 |
| 13      | Thomas Osano         | KEN           | 1:02:10 |
| 14      | Haruo Urata          | JPN           | 1:02:12 |
| 15      | Mark Flint           | GBR           | 1:02:13 |

#### Equipas
| Posição | País                            | Competidores                                              |
| ------- | ------------------------------- | --------------------------------------------------------- |
| 1       | Quênia                          | Lamek Aguta (4º) Thomas Osano (13º) Joseph Cheromei (16º) |
| 2       | Austrália                       | Steve Moneghetti (2º) John Andrews (7º) Pat Carroll (35º) |
| 3       | Grã-Bretanha e Irlanda do Norte | Carl Thackery (3º) Mark Flint (15º) David Lewis (27º)     |

### Corrida Feminina

#### Individual
| Posição | Competidora        | Nacionalidade | Tempo   |
| ------- | ------------------ | ------------- | ------- |
| 1       | Conceição Ferreira | POR           | 1:10:07 |
| 2       | Mari Tanigawa      | JPN           | 1:10:09 |
| 3       | Tegla Loroupe      | KEN           | 1:10:12 |
| 4       | Miyoko Takahashi   | JPN           | 1:10:15 |
| 5       | Elena Murgoci      | ROM           | 1:10:17 |
| 6       | Anuţa Cătună       | ROM           | 1:10:39 |
| 7       | Iulia Negura       | ROM           | 1:11:22 |
| 8       | Albertina Machado  | POR           | 1:11:39 |
| 9       | Adriana Barbu      | ROM           | 1:11:52 |
| 10      | Akari Takemoto     | JPN           | 1:11:58 |
| 11      | Maria Luisa Muñoz  | ESP           | 1:12:04 |
| 12      | Suzanne Rigg       | GBR           | 1:12:07 |
| 13      | Natalya Galushko   | BEL           | 1:12:08 |
| 14      | Annick Clouvel     | FRA           | 1:12:12 |
| 15      | Rosa Oliveira      | POR           | 1:12:26 |

#### Equipas
| Posição | País     | Competidoras                                                       |
| ------- | -------- | ------------------------------------------------------------------ |
| 1       | Romênia  | Elena Murgoci (5ª) Anuţa Cătună (6ª) Iulia Negura (7ª)             |
| 2       | Japão    | Mari Tanigawa (2ª) Miyoko Takahashi (4ª) Akari Takemoto (10ª)      |
| 3       | Portugal | Conceição Ferreira (1ª) Albertina Machado (8ª) Rosa Oliveira (15ª) |

### Corrida Júnior Masculina

#### Individual
| Posição | Competidor         | Nacionalidade | Tempo   |
| ------- | ------------------ | ------------- | ------- |
| 1       | Meck Mothuli       | RSA           | 1:02:11 |
| 2       | Biruk Bekele       | ETH           | 1:03:32 |
| 3       | Isaac Radebe       | RSA           | 1:03:35 |
| 4       | Frank Pooe         | RSA           | 1:04:00 |
| 5       | Tegenu Abebe       | ETH           | 1:04:19 |
| 6       | Aleksey Sobolev    | RUS           | 1:05:12 |
| 7       | Giovanni Ruggiero  | ITA           | 1:05:21 |
| 8       | Rosario Daidoni    | ITA           | 1:05:35 |
| 9       | Yifru Fekada Yifru | ETH           | 1:05:43 |
| 10      | Valeriy Kuzman     | RUS           | 1:06:12 |
| 11      | Ottaviano Andriani | ITA           | 1:06:16 |
| 12      | Adam Selebalo      | RSA           | 1:06:46 |
| 13      | Anton Nikolesko    | RUS           | 1:07:02 |
| 14      | Antonio Andriani   | ITA           | 1:07:08 |
| 15      | Johnny Loría       | CRI           | 1:02:13 |

#### Equipas
| Posição | País          | Competidores                                                         |
| ------- | ------------- | -------------------------------------------------------------------- |
| 1       | África do Sul | Meck Mothuli (1º) Isaac Radebe (3º) Frank Pooe (4º)                  |
| 2       | Etiópia       | Biruk Bekele (2º) Tegenu Abebe (5º) Yifru Fekada Yifru (9º)          |
| 3       | Itália        | Giovanni Ruggiero (7º) Rosario Daidoni (8º) Ottaviano Andriani (11º) |